# 亞歷山大群島 (俄羅斯)
亞歷山大群島是俄羅斯的群島，屬於法蘭士約瑟夫地群島的一部分，由5個島嶼組成，位於傑克遜島以北，行政方面由阿爾漢格爾斯克州負責管轄，最高點海拔高度46米。